# خرفار بيروي
خرفار بيروفي (الاسم العلمي: Phalaris peruviana) هو نوع نباتي يتبع جنس الخرفار من فصيلة النجيلية.